# Thomas Shirley
Thomas Shirley, nacido en Wiston, West Sussex, 1564 y fallecido en la isla de Wight, ca. 1634, fue un navegador, corsario y hombre político británico, hermano de Anthony y Robert Shirley.

## Datos biográficos
Thomas Shirley fue el hijo mayor de Thomas Shirley y de Anne Kempe, hija de Thomas Kempe (Obispo de Londres) (m. el 7 de marzo de 1591). Anthony Shirley y Robert Shirley fueron sus hermanos menores.
Después de sus estudios en Hertford (1579), fue elegido en 1584, diputado por Steyning. El 26 de octubre de 1589, obtuvo su título nobiliario en Kilkenny (Irlanda) y en 1593, después de algunos años en prisión motivados por problemas económicos y por deudas contraídas no pagadas, fue reelecto diputado de Steyning.
Debido a tales deudas y compromisos financieros y, celoso de la celebridad de sus hermanos, comandó una nave pirata (corsario) Dragón de oro (1598) con la cual capturó cuatro barcos alemanes, que fue obligado a devolver.
Fue diputado de Bramber y de Hastings, escogiendo la representación de esta última demarcación británica (1600). Después, otra vez para solventar sus deudas, retomó la piratería y se aventuró causando estragos entre los pueblos de la costa portuguesa (1602).
Más tarde ejerciendo la misma actividad de piratería, atacó barcos turcos pero fue capturado (1603) y aprisionado en Grecia y después en Estambul. Liberado mediante pago de rescate por su familia el 6 de diciembre de 1605, regresó a Inglaterra donde logró ser nombrado guardián del parque real de la isla de Wight. Más tarde fue elegido diputado nuevamente por Steyning, ejerciendo el cargo entre 1614 y 1622.